# Capilla ardiente

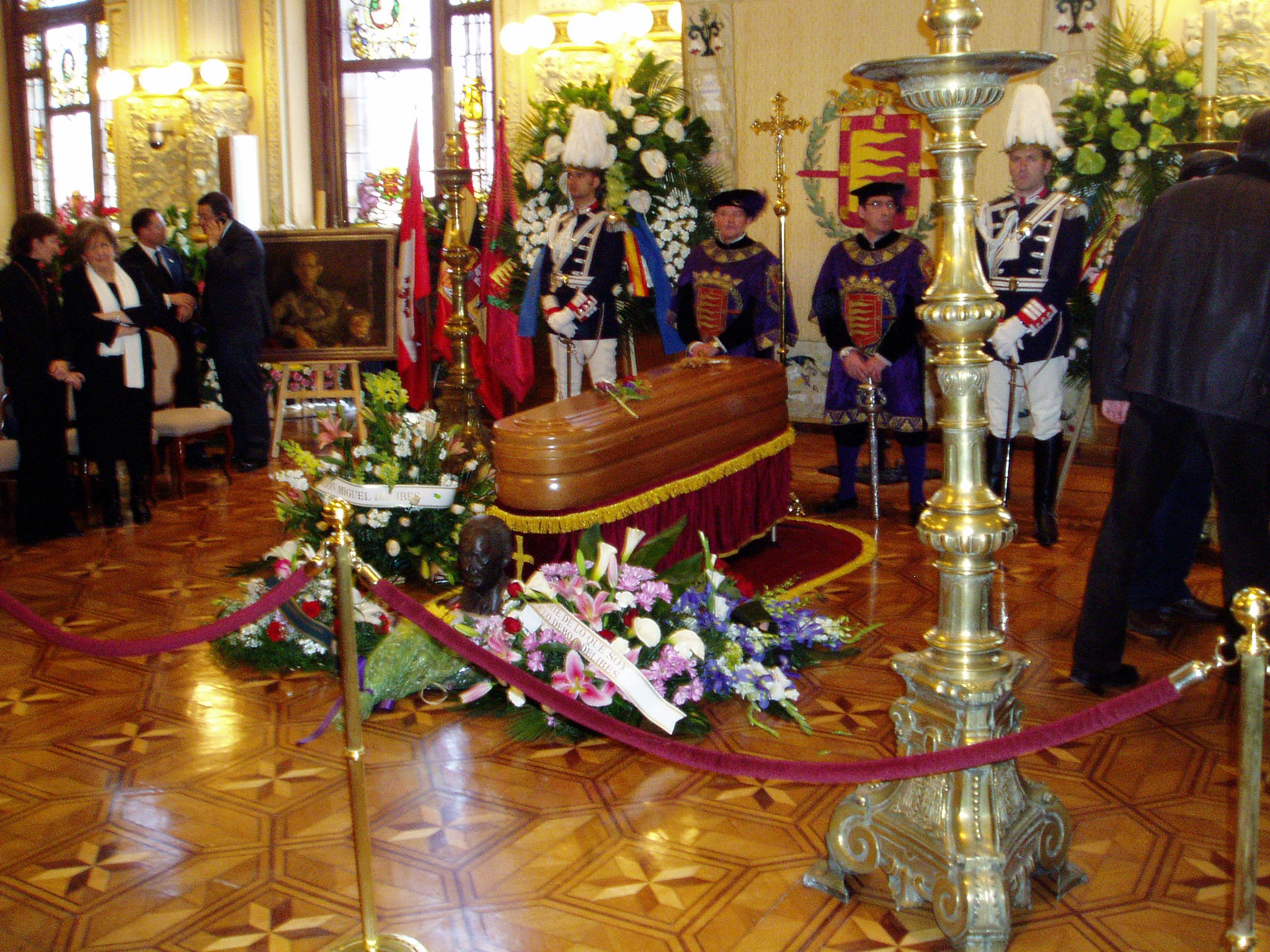
Capilla ardiente de Miguel Delibes en el Ayuntamiento de Valladolid (2010).

Se llama capilla ardiente o también ardente o "sala de velación" (Col), a aquella en que se mantiene alumbrado permanente por razón del sacramento, o a causa de conservarse o hallarse expuesto en ellas a la veneración o religiosa atención de los fieles, el cuerpo o reliquias de algún santo o el sarcófago de un príncipe u otra persona.
En la actualidad, las capillas ardientes se montan tras la muerte de un personaje popular del mundo de la cultura, la política u otros para la veneración de sus admiradores o fieles. Se organiza antes del funeral descansando en la misma el difunto de cuerpo presente. Se organizan tanto en edificios religiosos como en otros recintos amplios como polideportivos, centros culturales e, incluso, en cines o teatros de forma que el público disponga de espacio suficiente para la visita.
La capilla ardiente es un conjunto de ornamentos en su mayor parte luminosos —hoy en día pueden ser eléctricos— utilizados durante un velatorio o funeral y así honrar al recién fallecido antes de sepultarlo o incinerarlo. La capilla ardiente se conforma generalmente por dos filas de tres cirios con sus respectivos candeleros, colocados paralelamente a ambos lados del ataúd con el cadáver del difunto (también pueden ser cuatro colocados uno en cada esquina del catafalco, esto depende de la dignidad); un reclinatorio a los pies del difunto para quienes deseen orar; y un crucifijo en la parte anterior al mismo ataúd; estos dos últimos elementos suelen darse en velatorios católicos o protestantes, en este último caso es una cruz desnuda.